# Punta Holt
Punta Holt è un punto che segna l'estremità occidentale della penisola di Bailey, sul lato orientale delle Isole Windmill, in Antartide. Fu mappato per la prima volta da foto aeree scattate dall'Operazione Highjump della Marina degli Stati Uniti nel 1946-1947 e fu nominato così dal Comitato consultivo dei nomi antartici in onore del fotografo James R. Holt, un membro del gruppo della stazione Wilkes del 1958.